# Eugenia ramiflora
Eugenia ramiflora là một loài thực vật có hoa trong Họ Đào kim nương. Loài này được Desv. mô tả khoa học đầu tiên năm 1825.